# 石谷清昌
石谷 清昌（いしがや きよまさ）は、江戸時代中期の旗本。

## 生涯
石谷清昌の父である石谷清全は紀州徳川家家臣岡本作之丞の息子であり、石谷政清の子孫を称する桑原長清の娘を妻にして桑原氏を称し、後に石谷氏に復した経緯がある。しかし『寛政重修諸家譜』によると、清昌の母は紀州徳川家家臣海野治部右衛門の娘とされているため、清昌と石谷氏との血縁関係は不明である。
享保16年（1731年）11月23日、将軍徳川吉宗に初御目見する。享保18年（1733年）12月16日御小納戸となり、同年同月18日布衣の着用を許された。また、吉宗の放鷹に扈従した時に鳥を射落として褒美を賜ったという。元文5年（1740年）8月18日御小姓となり、同年12月21日従五位下備後守に叙任された。延享元年（1744年）11月20日に家督を相続した。延享2年（1745年）9月1日より西城に勤仕した。
宝暦元年（1751年）に徳川吉宗が薨去したため、同年7月12日に役目を解かれ寄合に列した。宝暦2年（1752年）5月26日に西城の小十人頭となり、宝暦3年（1753年）3月15日には西城の御目付となり、宝暦6年（1756年）1月11日には佐渡奉行になり、宝暦9年（1759年）10月4日には勘定奉行となり、宝暦12年（1762年）6月6日には長崎奉行を兼務したという。明和4年（1767年）12月26日に長崎より江戸に戻る際、摂津・河内両国の水害を受けた地域を巡検し、畿内の收納の事を沙汰をしたことで、褒美として時服3領を賜った。明和7年（1770年）6月17日には長崎奉行の兼務を解かれ、下野国都賀郡の内に300石の領地を加えられた。安永4年（1775年）9月20日、徳川家治が日光山に詣でる催しに対応するため、その宿場道を監視するために同地に赴き、同年11月4日から田安徳川家の家老を兼務した。安永5年（1776年）4月の日光社参の時、街道の監視を請け賜って先導となった事で、6月27日に時服3領と黄金5枚を褒美として賜った。勘定奉行を20年勤めた後、安永8年（1779年）4月15日に留守居となり、天明2年（1782年）10月27日には職を辞して寄合に列した。同年11月10日に死没したという。
勘定奉行在職中の安永6年(1777年)、元佐渡奉行として佐渡の水替人足の制度を発案し、翌年から使役が始まった。当時、天明の大飢饉などによる政情不安により発生した無宿者が大量に江戸周辺に流入し、様々な凶悪犯罪を犯すようになっていた。その予防対策として、懲罰としての意味合いや将軍のお膝元である江戸浄化のため、犯罪者の予備軍になりえる無宿者を捕らえて佐渡島の佐渡金山に送り、彼らを過酷な労働である鉱山に溜まった排水を外部に排出する仕事（水替）の人足として使役しようとするものである。刑罰の遠島により送られた罪人である流人（「島流し」）と区別するため（佐渡への遠島は元禄13年(1700年)に廃止されている）、水替人足は「島送り」と呼ばれた。佐渡奉行の依田政恒は佐渡の治安が悪化するといって反対したが、半ば強引に押し切る形で無宿者が佐渡島に送られることになり、毎年数十人が送られた。

## 子女
- 多門
早世。
- 女子
磯野政典の妻となる。
- 石谷清定
従五位下豊前守に叙任された。石谷清豊（田沼意誠の子）を養子として家督を継がせた。
- 女子 
石谷因清の妻となる。
- 女子 
実は菅沼主膳正虎の娘。清昌の養女となったが、その後、実家に帰ったという。